# Polly Bradfield
Polly Bradfield (geb. vor 1970) ist eine US-amerikanische Jazz- und Improvisationsmusikerin (Violine).
Bradfield begann im Alter von acht Jahren zunächst Klavier zu spielen, bevor sie zur Geige wechselte. Unter dem Einfluss der Musik Cecil Taylors kam sie von der klassischen zur improvisierten Musik. In der Downtown-Szene New Yorks spielte sie mit Wayne Horvitz und Robin Holcomb, ferner mit David Sewelson, Carolyn Romberg und Mark E. Miller. Ab Ende der 1970er- und in der ersten Hälfte der 1980er-Jahre arbeitete sie mit Eugene Chadbourne, Andrea Centazzo und mit John Zorn, an dessen frühen Aufnahmen für das Label Parachute sie mitwirkte.  1979 veröffentlichte sie eine Solo-LP auf Chadbournes Label Parachute mit dem Titel Solo Violin Improvisations. Sie ist außerdem auf Aufnahmen von Frank Lowe und William Parker zu hören. Ihre letzte Aufnahme war Zorns The Big Gundown (1986). Danach lebte sie in Kalifornien und beendete ihre musikalische Karriere. Im Bereich des Jazz war sie zwischen 1977 und 1984 an 15 Aufnahmesessions beteiligt.

## Diskographische Hinweise
- The Frank Lowe Orchestra, Lowe and Behold (Musicworks, 1978)
- Eugene Chadbourne & John Zorn, School (Parachute, 1978)
- William Parker, Through Acceptance of the Mystery Peace (Centering, 1979)
- Polly Bradfield, Solo Violin Improvisations (Parachute, 1979)
- Eugene Chadbourne, 2000 Statues/The English Channel (Parachute, 1979)
- Lesli Dalaba, Trumpet Songs and Dances (Parachute, 1979)
- Andrea Centazzo, Environment for Sextet (Ictus, 1979)
- Andrea Centazzo, USA Concerts (Ictus, 1979)
- John Zorn, Pool (Parachute, 1980)
- Eugene Chadbourne & Polly Bradfield, Torture Time (Parachute, 1981)
- John Zorn, Archery (Parachute, 1982)
- Curlew, North America (Moers, 1986; aufgenommen 1984–85)
- John Zorn, The Big Gundown (Nonesuch, 1986)
- Eugene Chadbourne & John Zorn, Sonora (1977–1981) (Materiali Sonori, 1998)
- John Zorn, The Parachute Years 1977-1980 (Tzadik, 1997)
- John Zorn, Lacrosse (Tzadik, 2000; aufgenommen 1978)
- Eugene Chadbourne, Vision-Ease (House of Chadula, 2000; aufgenommen 1978)
- John Zorn, Hockey (Tzadik, 2002)